# 第51届奥斯卡金像奖
第51届奥斯卡颁奖典礼是电影艺术与科学学院旨在奖励1978年电影的颁奖晚会，于太平洋时区1979年4月9日晚7点（北美东部时区晚10点）在洛杉矶多萝西·钱德勒大厅举行，共计颁发22类奥斯卡金像奖（又称学院奖）。晚会通过美国广播公司直播，小杰克·海利制作，马蒂·帕赛塔执导，谈话节目主持、喜剧演员约翰尼·卡森首度担任主持人。格里高利·派克与克里斯托弗·里夫三天前在加利福尼亚州比佛利山希尔顿酒店颁发奧斯卡科技成果獎。
《猎鹿人》获包括最佳影片在内的五项大奖。其他获奖电影包括拿下三项大奖的《荣归》、获奖两项的《午夜快車》，以及胜出一项的《巴迪霍利传》、《加州套房》、《天堂之日》、《尼罗河上的惨案》、 《神鹰之战》、《掏出你的手帕》、《上错天堂投错胎》、《恐怖监狱》、《特别快递》、《超人》、《少年父亲》和《狂热周五夜》。晚会的电视直播吸引4630万美国观众收看，尼爾森收視率达34.6。

## 晚会
本届颁奖典礼在洛杉磯市中心的多萝西·钱德勒大厅举行，深夜谈话节目主持人约翰尼·卡森首度主持奥斯卡晚会。杰克·艾略特（Jack Elliott）与艾林·弗格森（Allyn Ferguson）担任电视直播音乐总监:413。歌手小萨米·戴维斯（Sammy Davis Jr.）和斯蒂夫·劳伦斯（Steve Lawrence）表演曲目《奥斯卡也是人》（Oscar's Only Human），由未获原创歌曲奖提名的电影歌曲片段组合而成:560。电影艺术与科学学院音乐组起初抗议并要求晚会上不要表演这首歌，但在海利以辞职并取消邀请卡森主持要挟后保留。
奥斯卡影帝約翰·韋恩上台颁发最佳影片奖时现场嘉宾起立致敬，这也是他最后一次在公开场合露面:251。两个月后，韦恩因胃癌在6月11日谢世，享年72岁:251。杰克·海利（Jack Haley）是晚会制作人小杰克·海利的父亲，他与合作出演《绿野仙踪》的雷·博尔格（Ray Bolger）一起颁发最佳服装设计奖，这也是老海利最后一次公开露面。

## 获奖与提名
1979年2月20日，学院主席霍华德·科克（Howard W. Koch）与女演员苏珊·布莱克利公布第51届奥斯卡金像奖提名。《猎鹿人》与《上错天堂投错胎》（Heaven Can Wait）均以九项提名领跑。获奖名单在4月9日的颁奖典礼揭晓。沃伦·比蒂与巴克·亨利均因《上错天堂投错胎》获最佳导演奖提名，是杰罗姆·罗宾斯与罗伯特·怀斯合作执导《西区故事》后首次有两位导演因同一部电影获导演奖提名:215。比蒂还是首位因单部电影获表演、导演、制片和编剧奖提名的电影人。此前奧森·威爾斯曾因《公民凯恩》获表演、导演和编剧奖提名，但根据当时的评奖规则是是制片商而非制片人获最佳影片奖提名。:1129強·沃特与珍·芳達分获影帝和影后，《荣归》（Coming Home）是史上第四部拿下男、女主角奖提电影:423。瑪姬·史密芙因在《加州套房》扮演获奥斯卡奖提名但未胜出的电影人赢得最佳女配角奖，是唯一扮演奥斯卡“输家”后获奖的演员:423。

### 奖项
获奖作品和电影人列在第一行，右侧附‡符号：
| 最佳影片 - 《猎鹿人》——巴里·斯派金斯（Barry Spikings）、迈克尔·迪雷（Michael Deeley）、迈克尔·西米诺和约翰·佩维拉尔（John Peverall），制片人‡ - 《荣归》——杰罗姆·赫尔曼，制片人 - 《上错天堂投错胎》——沃伦·比蒂，制片人 - 《午夜快車》——艾伦·马歇尔（Alan Marshall）和大卫·普特南（David Puttnam），制片人 - 《不结婚的女人》——保罗·马祖斯基（Paul Mazursky）和安东尼·雷（Anthony Ray），制片人 | 最佳导演 - 迈克尔·西米诺——《猎鹿人》‡ - 哈尔·阿什贝（Hal Ashby）——《荣归》 - 沃伦·比蒂与巴克·亨利——《上错天堂投错胎》 - 伍迪·艾伦——《我心深处》 - 亞倫·帕克——《午夜快車》 |
| 最佳男主角 - 強·沃特——《荣归》‡ - 沃伦·比蒂——《上错天堂投错胎》 - 蓋瑞·布希——《巴迪霍利传》 - 罗伯特·德尼罗——《猎鹿人》 - 劳伦斯·奥利维尔——《巴西来的男孩》 | 最佳女主角 - 珍·芳達——《荣归》‡ - 英格丽·褒曼——《秋日奏鸣曲》 - 艾倫·鮑絲汀——《明年此时》（Same Time, Next Year） - 吉尔·克莱伯勒——《不结婚的女人》（An Unmarried Woman） - 傑拉丁·佩之——《我心深处》 |
| 最佳男配角 - 克里斯托弗·沃肯——《猎鹿人》‡ - 布鲁斯·邓恩——《荣归》 - 理查德·法恩斯沃斯（Richard Farnsworth）——《跃马山庄》（Comes a Horseman） - 尊·赫——《午夜快車》 - 杰克·瓦尔登（Jack Warden）——《上错天堂投错胎》 | 最佳女配角 - 瑪姬·史密芙——《加州套房》‡ - 黛安·坎农——《上错天堂投错胎》 - 佩内洛普·米尔福（Penelope Milford）——《荣归》 - 瑪倫·斯塔普萊頓——《我心深处》 - 梅麗·史翠普——《猎鹿人》 |
| 最佳原创剧本 - 《荣归》——原著南希·多德（Nancy Dowd），剧本瓦尔度·绍特（Waldo Salt）与罗伯特·琼斯（Robert C. Jones）‡ - 《秋日奏鸣曲》——英格玛·伯格曼 - 《猎鹿人》——原著迈克尔·西米诺、德里克·沃什伯恩（Deric Washburn）、路易斯·加芬克尔（Louis Garfinkle）和奎因·雷德克（Quinn Redeker），剧本德里克·沃什伯恩 - 《我心深处》——伍迪·艾伦 - 《不结婚的女人》——保罗·马祖斯基 | 最佳改编剧本 - 《午夜快車》——奧利華·史東根据比利·海斯（Billy Hayes）与威廉·霍弗（William Hoffer）的同名小说改编‡ - 《亲兄弟》（Bloodbrothers）——沃尔特·纽曼（Walter Newman）根据理查德·普莱斯的同名小说改编 - 《加州套房》——尼爾·賽門根据他的舞台剧改编 - 《上错天堂投错胎》——伊莱恩·梅和沃伦·比蒂根据哈里·西格尔（Harry Segall）的舞台剧改编 - 《明年此时》——伯纳德·斯莱德（Bernard Slade）根据他的舞台剧改编                                                                                            |
| 最佳外语片 - 《掏出你的手帕》（法国，法语）——贝特朗·布里叶（Bertrand Blier）执导‡ - 《玻璃牢房》（Die gläserne Zelle，德国，德语）——汉斯·盖森德费尔（Hans W. Geißendörfer）执导 - 《匈牙利人》（Magyarok，匈牙利，匈牙利语）——佐顿·法布里（Zoltán Fábri）执导 - 《新怪物》（I nuovi mostri，意大利，意大利语）——迪诺·里西（Dino Risi）、埃托尔·斯科拉（Ettore Scola）和馬里奧·莫尼切利执导 - 《白比姆黑耳朵》（Белый Бим Чёрное ухо，苏联，俄语）——斯坦尼斯拉夫·罗斯托茨基执导 | 最佳纪录片 - 《恐怖监狱》（Scared Straight!）——阿诺德·夏皮罗（Arnold Shapiro）‡ - 《情人的风》（Le vent des amoureux）——艾尔伯特·拉摩里斯（Albert Lamorisse，追授） - 《神秘的粘土城堡》（Mysterious Castles of Clay）——琼·鲁特（Joan Root）和艾兰·鲁特（Alan Root） - 《劳尼》（Raoni）——简-皮埃尔·狄迪伊乐（Jean-Pierre Dutilleux）和路易斯·卡洛斯·萨尔达尼亚（Luiz Carlos Saldanha） - 《背着孩子扛着旗子：妇女紧急旅的故事》（With Babies and Banners: Story of the Women's Emergency Brigade）——洛林·格雷（Lorraine Gray） |
| 最佳纪录短片 - 《神鹰之战》（The Flight of the Gossamer Condor）——杰奎琳·菲利普斯·谢德（Jacqueline Phillips Shedd）和本·谢德（Ben Shedd）‡ - 《美国土著奥德赛》（The Divided Trail: A Native American Odyssey）——杰瑞·艾隆森（Jerry Aronson） - 《擦肩而过》（An Encounter with Faces）——维德胡·维诺德·乔普拉（Vidhu Vinod Chopra）和卡皮尔（K. K. Kapil） - 《安小姐，晚安！》（Goodnight Miss Ann）——奥古斯特·辛克格拉纳（August Cinquegrana） - 《圣昆廷的斯夸尔斯》（Squires of San Quentin）——加里·米切尔（J. Gary Mitchell） | 最佳短片 - 《少年父亲》——泰勒·哈克佛‡ - 《非比寻常的见面》（A Different Approach）——吉姆·贝尔彻（Jim Belcher）和费恩·菲尔德（Fern Field） - 《曼妮的外婆》（Mandy's Grandmother）——安德鲁·苏格曼（Andrew Sugerman） - 《奇异的水果》（Strange Fruit）——塞斯·平斯克尔（Seth Pinsker） |
| 最佳动画短片 - 《特别快递》——尤妮斯·麦考利（Eunice Macauley）和约翰·威尔登（John Weldon）‡ - 《我亲爱的》（Oh My Darling）——尼科·克拉马（Nico Crama） - 《温克尔先生》（Rip Van Winkle）——Will Vinton | 最佳原创配乐 - 《午夜快車》——乔治·莫罗德尔‡ - 《巴西来的男孩》——杰里·戈德史密斯 - 《天堂之日》——恩尼奥·莫里科内 - 《上错天堂投错胎》——戴夫·格鲁辛 - 《超人》——約翰·威廉斯 |
| 最佳改编配乐 - 《巴迪霍利传》——乔·雷内蒂（Joe Renzetti）‡ - 《艳娃传》——杰瑞·维克斯勒（Jerry Wexler） - 《新绿野仙踪》（The Wiz）——昆西·琼斯 | 最佳原创歌曲 - 《狂热周五夜》插曲《最后的舞》（Last Dance）——词曲：保罗·贾巴拉（Paul Jabara）‡ - 《油脂》插曲《无可救药爱上你》（Hopelessly Devoted to You）——词曲：约翰·法拉尔（John Farrar） - 《明年此时》插曲《上回如此感受》（The Last Time I Felt Like This）——作曲：马文·哈姆利奇；作词：阿兰·伯格曼（Alan Bergman）和玛丽莲·伯格曼（Marilyn Bergman） - 《小迷糊闯七关》（）插曲《准备冒险》（Ready to Take a Chance Again）——作曲：查尔斯·福克斯（Charles Fox）；作词：诺曼·金贝尔（Norman Gimbel） - 《莱西的魔法》（The Magic of Lassie）插曲《有人爱你时》（When You're Loved）——词曲：理查德·谢尔曼（Richard M. Sherman）和罗伯特·谢尔曼（Robert B. Sherman） |
| 最佳音效 - 《猎鹿人》——理查德·波特曼、威廉·麦考伊、艾伦·罗钦和达林·奈特‡ - 《巴迪霍利传》——特克斯·鲁德洛夫、乔尔·费恩、柯里·瑟尔韦尔和威利·伯顿（Willie D. Burton） - 《天堂之日》——约翰·威尔金森、小罗伯特·格拉斯、约翰·雷茨和巴里·托马斯 - 《卖命生涯》（Hooper）——罗伯特·克努森、罗伯特·格拉斯、堂·麦克杜格尔和杰克·所罗门 - 《超人》——戈登·麦卡勒姆、格雷厄姆·哈特斯通、尼古拉·勒梅热勒和罗伊·查曼                                                                                                  | 最佳服装设计 - 《尼罗河上的惨案》——安东尼·鲍威尔（Anthony Powell）‡ - 《篷车》（Caravans）——瑞内（Renié） - 《天堂之日》——帕特丽夏·诺里斯（Patricia Norris） - 《杀人蜂》（The Swarm）——保罗·扎斯图普奈维奇（Paul Zastupnevich） - 《新绿野仙踪》——托尼·沃尔顿（Tony Walton） |
| 最佳艺术指导 - 《上错天堂投错胎》——美术总监：保罗·席尔勃（Paul Sylbert）和埃德温·奥多诺文（Edwin O'Donovan）；布景：乔治·盖尼斯（George Gaines）‡ - 《龙虎大贼少双手》（The Brink's Job）——美术总监：迪安·塔沃拉里斯（Dean Tavoularis）和安杰洛·格雷厄姆（Angelo P. Graham）；布景：乔治·R·尼尔森（George R. Nelson）和布鲁斯·凯（Bruce Kay） - 《加州套房》——美术总监：艾尔伯特·布伦纳（Albert Brenner）；布景：马文·马奇（Marvin March） - 《我心深处》——美术总监：梅尔·伯恩（Mel Bourne）；布景：丹尼尔·罗伯特（Daniel Robert） - 《新绿野仙踪》——美术总监：托尼·沃尔顿和菲利普·罗森伯格（Philip Rosenberg）；布景：爱德华·斯图尔特（Edward Stewart）与罗伯特·德拉姆海勒（Robert Drumheller） | 最佳摄影 - 《天堂之日》——内斯托尔·阿尔门德罗斯（Néstor Almendros）‡ - 《猎鹿人》——维尔莫什·日格蒙德（Vilmos Zsigmond） - 《上错天堂投错胎》——威廉·弗拉克（William A. Fraker） - 《明年此时》——罗伯特·瑟蒂斯（Robert Surtees） - 《新绿野仙踪》——奧斯瓦爾德·莫里斯 |
| 最佳剪辑 - 《猎鹿人》——彼得·津纳（Peter Zinner）‡ - 《巴西来的男孩》——罗伯特·斯温克（Robert Swink） - 《荣归》——唐·齐默尔曼（Don Zimmerman） - 《午夜快車》——格里·汉布林（Gerry Hambling） - 《超人》——斯图尔特·贝尔德（Stuart Baird） | |

### 荣誉奖
- 劳伦斯·奥利维尔：感谢他一生对电影艺术的贡献、职业生涯的独特成就，还创作大量作品[19]。
- 华特·兰茨（Walter Lantz）：感谢他创作独特的动画电影，为世界各地带去欢声笑语[19]，他的作品包括啄木鸟伍迪系列[20]。
- 金·维多（King Vidor）：感谢他在电影导演领域的杰出成就和创新[21]。
- 现代艺术博物馆电影部：教育和启发公众了解电影的艺术价值[17]:217。

### 简·赫尔索特人道精神奖
该奖旨在表彰在人道主义贡献巨大、为电影业赢得肯定的电影人。
- 利奥·贾夫（Leo Jaffe）[23]

### 特别成就奖
- 制作《超人》视觉特效的莱斯·鲍威（Les Bowie）、科林·奇尔弗斯（Colin Chilvers）、丹尼斯·库普（Denys Coop）、罗伊·菲尔德（Roy Field）、德里克·麦丁斯（Derek Meddings）和佐兰·佩里西克（Zoran Perisic）[24]。

### 获奖和提名大户
| 提名数 | 片名               |
| ------ | ------------------ |
| 九项   | 《猎鹿人》         |
| 九项   | 《上错天堂投错胎》 |
| 八项   | 《荣归》           |
| 六项   | 《午夜快車》       |
| 五项   | 《我心深处》       |
| 四项   | 《天堂之日》       |
| 四项   | 《明年此时》       |
| 四项   | 《新绿野仙踪》     |
| 三项   | 《巴西来的男孩》   |
| 三项   | 《巴迪霍利传》     |
| 三项   | 《加州套房》       |
| 三项   | 《不结婚的女人》   |
| 三项   | 《超人》           |
| 二项   | 《秋日奏鸣曲》     |

| 获奖数 | 片名         |
| ------ | ------------ |
| 五项   | 《猎鹿人》   |
| 三项   | 《荣归》     |
| 两项   | 《午夜快車》 |

## 颁奖嘉宾和现场演出
以下人士出场颁奖或表演节目，按出场先后排列:562：

### 颁奖嘉宾
| 姓名                            | 角色                                     |
| ------------------------------- | ---------------------------------------- |
| 约翰·哈兰（John Harlan）                   | 第51届奥斯卡颁奖典礼广播员               |
| 霍华德·科克                     | 开场致辞欢迎嘉宾出席                     |
| 羅賓·威廉斯 啄木鸟伍迪          | 向华特·兰茨颁奖荣誉奖                    |
| 丹尼·托马斯                     | 解释投票规则                             |
| 黛恩·坎农 特利·薩瓦拉斯         | 颁发男配角奖                             |
| 瑪姬·史密芙 瑪倫·斯塔普萊頓     | 颁发科技奖                               |
| 罗比·本森 卡洛尔·琳蕾（Carol Lynley）       | 颁发短片奖                               |
| 米亚·法罗 大卫·沃尔泊（David L. Wolper）       | 颁发纪录片奖                             |
| 雪莉·瓊斯 瑞克·斯克路德         | 颁发艺术指导奖                           |
| 雷·博尔格 杰克·海利             | 颁发服装设计奖                           |
| 多姆·德路易斯（Dom DeLuise） 瓦莱丽·珀赖因 | 颁发剪辑奖                               |
| 史提夫·馬丁                     | 颁发视觉效果奖                           |
| 马戈迪·基德尔 克里斯托弗·里夫   | 颁发音效奖                               |
| 詹姆士·柯本 金·露華             | 颁发摄影奖                               |
| 鲁比·基勒 克里斯·克里斯托佛森   | 颁发原创歌曲奖                           |
| 保罗·威廉姆斯（Paul Williams）               | 介绍小萨米·戴维斯和斯蒂夫·劳伦斯上台表演 |
| 迪安·马丁 拉寇兒·薇芝           | 颁发配乐奖                               |
| 格里高利·派克                   | 向现代艺术博物馆电影部颁发荣誉奖         |
| 尤·伯連納 娜妲麗·華             | 颁发外部片奖                             |
| 乔治·伯恩斯（George Burns） 波姬·小丝       | 颁发女配角奖                             |
| 羅蘭·比歌 強·沃特               | 颁发编剧奖                               |
| 奥黛丽·赫本                     | 向金·维多颁发荣誉奖                      |
| 弗朗西斯·科波拉 艾莉·麥克勞     | 颁发导演奖                               |
| 加里·格兰特                     | 向劳伦斯·奥利维尔颁发荣耀奖              |
| 李察·德雷福斯 莎莉·麥克琳       | 颁发女主角奖                             |
| 杰克·瓦伦蒂（Jack Valenti）                 | 颁发简·赫尔索特人道精神奖                |
| 琴吉·羅傑斯 戴安娜·罗斯         | 颁发男主角奖                             |
| 約翰·韋恩                       | 颁发最佳影片奖                           |

### 现场演出
| 姓名               | 角色     | 节目                                          |
| ------------------ | -------- | --------------------------------------------- |
| 杰克·艾略特        | 音乐总监 | 管弦乐指挥                                    |
| 艾林·弗格森        | 音乐总监 | 管弦乐指挥                                    |
| 奧莉維亞·紐頓-約翰 | 表演者   | 《油脂》插曲《无可救药爱上你》                |
| 简·奥利沃（Jane Olivor）      | 表演者   | 《明年此时》插曲《上回如此感受》              |
| 约翰尼·马因斯（Johnny Mathis）  | 表演者   | 《明年此时》插曲《上回如此感受》              |
| 唐娜·桑默          | 表演者   | 《狂热周五夜》插曲《最后的舞》                |
| 黛比·布恩（Debby Boone）      | 表演者   | 《莱西的魔法》插曲《有人爱你时》              |
| 巴瑞·曼尼洛        | 表演者   | 《小迷糊闯七关》（Foul Play）插曲《准备冒险》 |
| 小萨米·戴维斯      | 表演者   | 《连提名都没有》（《奥斯卡也是人》）          |
| 斯蒂夫·劳伦斯      | 表演者   | 《连提名都没有》（《奥斯卡也是人》）          |
| 奥斯卡奖乐团       | 表演者   | 器乐曲目《娱乐世界》（That's Entertainment!）                      |